# Macates d'Elimiotis
Macates o Macatas (Machātas, Μαχάτας) fou un militar macedoni, pare d'Hàrpal i de Filip (sàtrapa de l'Índia). Era germà de Derdes i de Fila, una de les moltes dones de Filip II de Macedònia, i pertanyia a la família de sobirans d'Elimiotis, que una vegada sotmesos per Filip II van residir a la seva cort, on Plutarc diu que no rebien la consideració adequada al seu anterior rang.